# Etymologicum Genuinum
Etymologicum Genuinum (abreviatura estándar E Gen) es el título moderno dado a una enciclopedia léxica compilada en Constantinopla a mediados del siglo IX. El compilador anónimo se basó en los trabajos de numerosos lexicógrafos y escolásticos anteriores, tanto antiguos como recientes, incluyendo a Elio Herodiano, Jorge Querobosco, San Metodio, Orión de Tebas, Oros de Alejandría y Teognosto el Gramático. El Etymologicum Genuinum fue posiblemente un producto del círculo intelectual alrededor de Focio. Fue una fuente importante para la posterior tradición lexicográfica bizantina, incluyendo el Etymologicum Magnum, Etymologicum Gudianum y Etymologicum Symeonis.
La erudición moderna descubrió el Etymologicum Genuinum en el siglo XIX. Se conserva en dos manuscritos del siglo X, el Codex Vaticanus Graecus 1818 (= A) y el Codex Laurentianus Sancti Marci 304 (= B; AD 994). Ninguno de ellos contiene la primera recensión ni el texto completo, sino dos resúmenes diferentes. La evidencia del manuscrito y las citas en trabajos posteriores sugieren que el título original era simplemente τὸ Ἐτυμολογικόν y más tarde τὸ μέγα Ἐτυμολογικόν. Su nombre moderno fue acuñado en 1897 por Richard Reitzenstein, quien fue el primero en editar una sección de muestra. El Etymologicum Genuinum permanece en su mayor parte inédito excepto por las muestras de glosas. Dos ediciones están en preparación a largo plazo, una iniciada por Ada Adler y continuada por Klaus Alpers, y otra por François Lasserre y Nikolaos Livadaras. Esta última se publica con el título de Etymologicum Magnum Genuinum, pero esta denominación no se utiliza ampliamente y es una potencial fuente de confusión con el compendio léxico del siglo XII titulado Etymologicum Magnum.